# Tuve kyrkväg

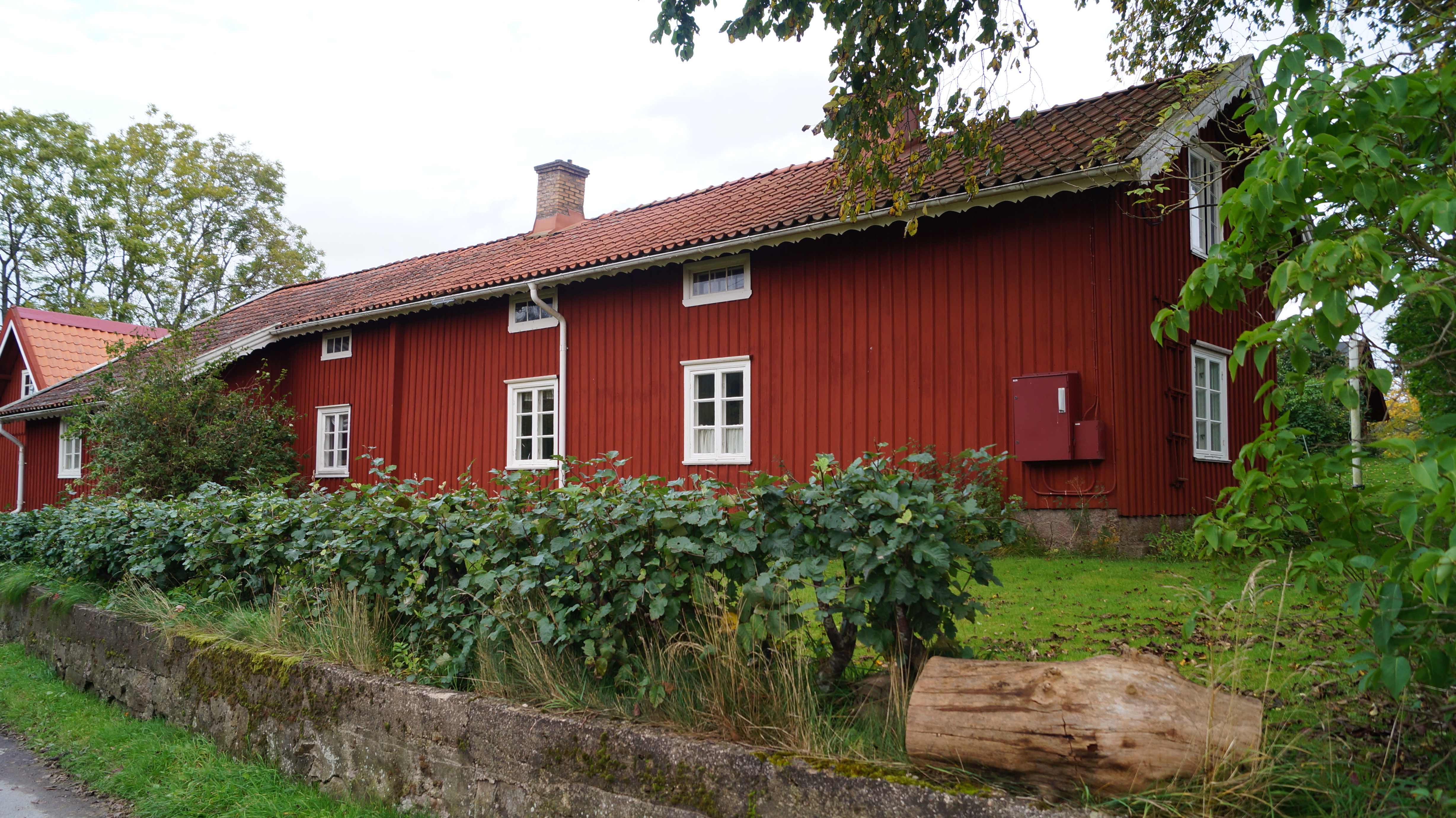
Skändla sörgård ligger vid Tuve kyrkväg.

Tuve kyrkväg är en gata/väg på Hisingen, Göteborgs kommun. Ursprungligen var det den officiella landsvägen från Säve in till centrala Göteborg.
När trafiken ökade byggde man vidare Tuvevägen från Tången i Tuve till Bärby korsväg, och Tuve kyrkväg blev en lokalkörbana och mindre väg från Tången till Skändla.
Den södra delen av Tuve kyrkväg (Från Tången till Tuve kyrka) försvann fullständigt vid Tuveraset 1977, då den gick mitt igenom rasområdet.
Strax efter Tuve kyrka ansluter Skogomevägen i en Y-korsning med Tuve kyrkväg. Där ligger också en transformatorstation som betjänar större delen av Hisingen med elektricitet.
Strax norr om denna Y-korsning finns en T-korsning med Holmvägen, en lokal gata till bl.a. Stora Holms halkbana, Stora Holms herrgård, Slottsbergsgymnasiet och Säve depå.